# Damian Stevens
Damian Leothon Stevens (Walvis Bay, 2 giugno 1995) è un rugbista a 15 namibiano, mediano di mischia della selezione cadetta del club provinciale sudafricano New Orleans Gold in Major League Rugby.

## Biografia
Proveniente da Walvis Bay, in Namibia, durante gli studi in Sudafrica alla University of Western Cape di Città del Capo militò nel Western Province.
Debuttante ad agosto 2015 in nazionale namibiana, con solo una presenza alle spalle fu convocato per la Coppa del Mondo in Inghilterra di un mese più tardi, scendendo in campo in 3 incontri della fase a gironi.
Nel 2016 fu ingaggiato dagli Sharks sia per la franchise di Super Rugby che per la squadra di Currie Cup.
Tre volte consecutive campione africano con la Namibia tra il 2016 e il 2018, Stevens è stato incluso nella squadra che prende parte alla Coppa del Mondo di rugby 2019 in Giappone.

## Palmarès
- Africa Cup: 3
Namibia: 2016, 2017, 2018